# Rockowisko (Hajnówka)
Rockowisko – festiwal rockowy w Hajnówce. Po raz pierwszy odbył się 25 lipca 2009 r.
Festiwal jest inicjatywą hajnowskich animatorów kultury przy współpracy z Towarzystwem Przyjaciół Hajnówki chcą nawiązać do klimatu sprzed kilkunastu lat, kiedy Rock w Hajnówce był „na fali”. Funkcjonowało tu nawet kilkadziesiąt zespołów (ok. 30), a koncerty rockowe odbywały się bardzo często i w różnych miejscach, zawsze ciesząc się powodzeniem. W mieście zaczynało swoją karierę kilka zespołów, które grywały w kraju, a niektóre grają z powodzeniem od 20 lat. Impreza ma być też alternatywą do licznych w regionie imprez masowych, komercyjnych, piknikowych.
Na festiwalu dominuje muzyka rockowa w szerokim tego słowa znaczeniu.

## Formuła „Rockowiska”
Festiwal przyjął jednodniową formułę – a w niej konkurs „kapel” oraz występy zespołów bardziej znanych z „podziemnej półki”.
Pierwszy koncert odbył się w miejskim amfiteatrze w parku, w centrum miasta.

## 2009 r.

### Zespoły konkursowe I edycji
Lista zakwalifikowanych do konkursu
O kolejności grania zadecydowało losowanie:
1. Afirmacja – rock progresywny (Godziszka);
2. Black Chasm – hard rock (Lubaczów);
3. Chris June – ju – jitsu metal/karate rock (Wrocław);
4. Climatt – rock (Brzeg);
5. In your fear – metal core (Białystok);
6. Kackiller – rock (Hajnówka);
7. Kuba rozpruwacz – punk rock/oi (Hajnówka);
8. Materia – metal (Szczecinek);
9. Ranoc – psychopoetycka alternatywa/psychorap (Bydgoszcz);
10. Backsly – rock alternatywny – Białystok

### Gościnnie wystąpili
- Bad Falcon
- Błękitny Nosorożec
- Cela nr 3
- Farben Lehre
- Syndrom Kreta
- Zdrowie na budowie band

### Laureaci I edycji
- I nagrodę – wzmacniacz otrzymał zespół Materia ze Szczecinka
- II nagroda – gitara elektryczna Kuba rozpruwacz z Hajnówki

Wyróżnienie otrzymali najmłodsi wykonawcy – Black Chasm z Lubaczowa

## 2010 r.

### Zespoły, które wystąpiły w II edycji festiwalu
- Vobiscus – death/black metal (Hajnówka)
- Absynth – eksperimental rock/modern metal (Tarnowskie Góry)
- Climatt – rock (Brzeg)
- Fonofuzja – rapcore (Strzelno)
- Skowyt – punk/rock (Warszawa)
- Pure reflection – metal core (Białystok)
- Degradacja – progressive hard core (Łapy)
- Kowalski Jarosław (Hajnówka)
- Materia – metal/hard core (Szczecinek)
- Kuba Rozpruwacz – punk/oi (Hajnówka)
- Błękitny Nosorożec – post punk/reggae (Hajnówka)
- Sajgon – punk/rock (Wałbrzych)
- Alians – punk/reggae/ska (Piła)
- The Bill – punk/rock (Pionki)

### Laureaci II edycji
- Skowyt – punk/rock (Warszawa) – I nagroda
- Climatt – rock (Brzeg) – II nagroda

## 2011 r.
Do części konkursowej Festiwalu, który odbył się 30 lipca 2011 – zgłosiły się 52 zespoły. Do udziału w konkursie organizatorzy wybrali 10 zespołów. Ostatecznie zagrało ich 9 – trzy grupy wycofały się, dwie zdołano zastąpić zespołami z listy rezerwowej.

### Zespoły konkursowe III edycji[2]
- Fabryka Napięć – przemysłowy rock obyczajowy (Puławy)
- Królik na uwięzi – punk rock (Hajnówka)
- No profits – ska/punk (Zambrów)
- Unlumination – dark symphonic metal (Kraków)
- Assuzeytuyw – punk (Białystok)
- Curiosity – heavy/thrash metal (Grajewo)
- Reszta pokolenia – punk/ska (Płock)
- Secesja – punk/rock (Rzzeszów)
- Metaliator – thrash metal (Warszawa)
- Tora Tora Tora – punk rock (Katowice)

### Laureaci III edycji
- I nagroda – Metaliator
- II nagroda – Assuzeytuyw

W głosowaniu publiczności zwyciężył – Królik na uwięzi.

### Gościnnie wystąpili
- Hellraizer – heavy metal (Białystok)
- :B:N: – post grunge – metal (Bereza – Białoruś)
- Leniwiec – punk/reggae/ska (Jelenia Góra)
- Sexbomba – punk rock (Legionowo)

## 2012 r.
4 Festiwal Muzyki Rockowej Rockowisko odbył się 28 lipca w amfiteatrze miejskim w Hajnówce.
Do konkursu zgłosiło się 70 zespołów z Polski, Słowacji, Białorusi i Litwy. Spośród nich 10 wytypowano do udziału w festiwalu.
Oprócz konkursu wystąpili również laureaci poprzedniej edycji – Metaliator z Warszawy, Królik na uwięzi z Hajnówki oraz Assuzeytuyw z Białegostoku.

### Zespoły konkursowe IV edycji
Spośród 74 zgłoszonych zespołów organizatorzy do Festiwalowego konkursu zakwalifikowali zespoły:
- 1. CRIMINAL TANGO – rockabilly/punk rock (Warszawa)
- 2. THE TOOBES – rock/punk (Mińsk-Białoruś)
- 3. SABAKA NIEWIRNA – reggae /rock (Szydłowiec)
- 4. ELECTRIC FOUNDATION – new coldwave (Warszawa)
- 5. LONDYN 70 – punk rock (Hajnówka)
- 6. RATSHRED – thrash metal/hc (Warszawa)
- 7. YHY – metal/nowa fala (Elbląg)
- 8. TORA TORA TORA – punk rock (Katowice)
- 9. THE SKYS – prog rock (Wilno-Litwa)
- 10. SWOBODNA – hc/punk rock/ska (Szydłowiec)

Lista rezerwowa:
- 1. MINERVA – rock/metal (Warszawa)
- 2. TU-100 – rock/rap/dram&bass (Chorzów)
- 3. LINCZ – rock/metal (Poznań)
- 4. SAWBLADE – rock/ metal (Warszawa)
- 5. POST PROFESSION – metal (Sosnowiec)
- 6. PANTA KOINA – punk/rock/alternatywa (Lublin)
- 7. PULL THE WIRE – punk rock (Bartniki)
- 8. SER CHARLES – alternatywa (Toruń)

### Laureaci IV edycji
I nagroda – The Toobes – (Mińsk, Białoruś)
II nagroda – LINCZ – Poznań
W głosowaniu publiczności zwyciężył – LONDYN 70 – (Hajnówka).

### Gościnnie wystąpili
- Ga-Ga Zielone Żabki – punk/reggae/hc/dub (Jawor)

- Moskwa – punk rock (Łódź)

- Armia – hc /punk rock (Warszawa)

## Patronat mediowy
- Portal Band.pl
- www.fabrykazespolow.pl
- Oficjalna witryna UM Hajnówka
- Gazeta Hajnowska
- TV Kablowa Hajnówka Sp.j.
- oraz zespół Błękitny Nosorożec